# El Grado
El Grado är ett samhälle i Spanien.   Det ligger i provinsen Provincia de Huesca och regionen Aragonien, i den nordöstra delen av landet, 400 km nordost om huvudstaden Madrid. El Grado ligger 462 meter över havet och antalet invånare är 597.
Terrängen runt El Grado är huvudsakligen kuperad, men åt sydväst är den platt. Runt El Grado är det mycket glesbefolkat, med 7 invånare per kvadratkilometer. Närmaste större samhälle är Barbastro, 15,1 km sydväst om El Grado. I omgivningarna runt El Grado växer i huvudsak barrskog.